# Ночное рандеву
«Ночно́е рандеву́» — литературная газета на русском языке, печатный орган Ордена куртуазных маньеристов. Была основана поэтом-песенником Александром Вулыхом — постоянным соавтором и другом Криса Кельми — и названа песня одноимённо в честь последнего. Издание публиковало произведения основателей Ордена — Вадима Степанцова, Виктора Пеленягрэ и Дмитрия Быкова.

## История
В газете Вулых публиковал молодых литераторов — поэтов и прозаиков и «в стихах писал свои редакторские колонки».
Автобиография поэта в его газете выглядела так:
Я родился в пятьдесят шестом…

Год за годом рос, и постепенно

ростом вышел для прыжков с шестом,

да не вышло из меня спортсмена.

Шелестело детство, как листва,

голосами юность колосилась…

И ложились звуки на слова,

только песни что-то не сложилось.

Не сложилась песня… Ну и что?

Кто заметил?-Шут, ей-богу, с нею…

Кстати, мог бы стать и я шутом,

да шутить, как надо, не умею…

Слишком долго в облаках витал,

не летая толком, и при этом

с неба звезд горстями не хватал…

И не стал поэтому поэтом.

Только я — понятно, не о том.

А скорей — о счастье человека

быть рожденным…

в пятьдесят шестом

на изломе облачного века.
С 1991 года (объём в разные годы: от 2 до 4 полос, формат A2) газета выходила в качестве ежемесячного приложения к ежедневной газете «Вечерняя Москва», где Вулых работал заведующим отделом. Финансировали издание бизнесмены из числа поклонников творчества главного редактора.
С 1995 года выпускалась как ежемесячное приложение к ежедневной газете «Московская правда». На этом этапе спонсорскую помощь изданию оказывает ИД «Новый Взгляд», основатель которого Евгений Додолев рассматривал этот проект как «ещё не литературу, но уже не журналистику». Именно в «Ночном рандеву» появились первые публикации о Леониде Агутине и Григории Лепсе.
Печатался в газете и Александр Никонов.
Однако после дефолта 1998 года проект был закрыт из-за финансовых трудностей Издательского Дома «Новый Взгляд».
Сам поэт вспоминает проект с ностальгией:

Газета «Ночное рандеву» описывала ночную жизнь мегаполиса. Поэт и литератор обязан жить жизнью города, в том числе и ночной. А как иначе? Жить только книжной жизнью — значит, изначально обрекать свое творчество на скудность реальных ощущений. Тем более, что 90-е годы, на которые пришлось существование «Ночного рандеву», были исключительно веселым и непонятным временем… Я ведь и в журналистику подался лишь в конце 80-х, поскольку, как и многие мои бывшие однокурсники, остался без работы: разваливалась страна, встало производство…

«Ночное рандеву» прекратило своё существование, но из его публикаций вышло три книги: в 1997 году книга редактора «Здесь были стихи» (ISBN 5-87214-038-1), в которой были собраны «редакторские» стихи, затем появились книга Алексея Вишневецкого «33 рассказа про любовь» (ISBN 5-235-02505-9) и «Похмельная книга» Николая Фохта, выросшие из рубрик, которые вели эти литераторы.